# Vulcan changeup

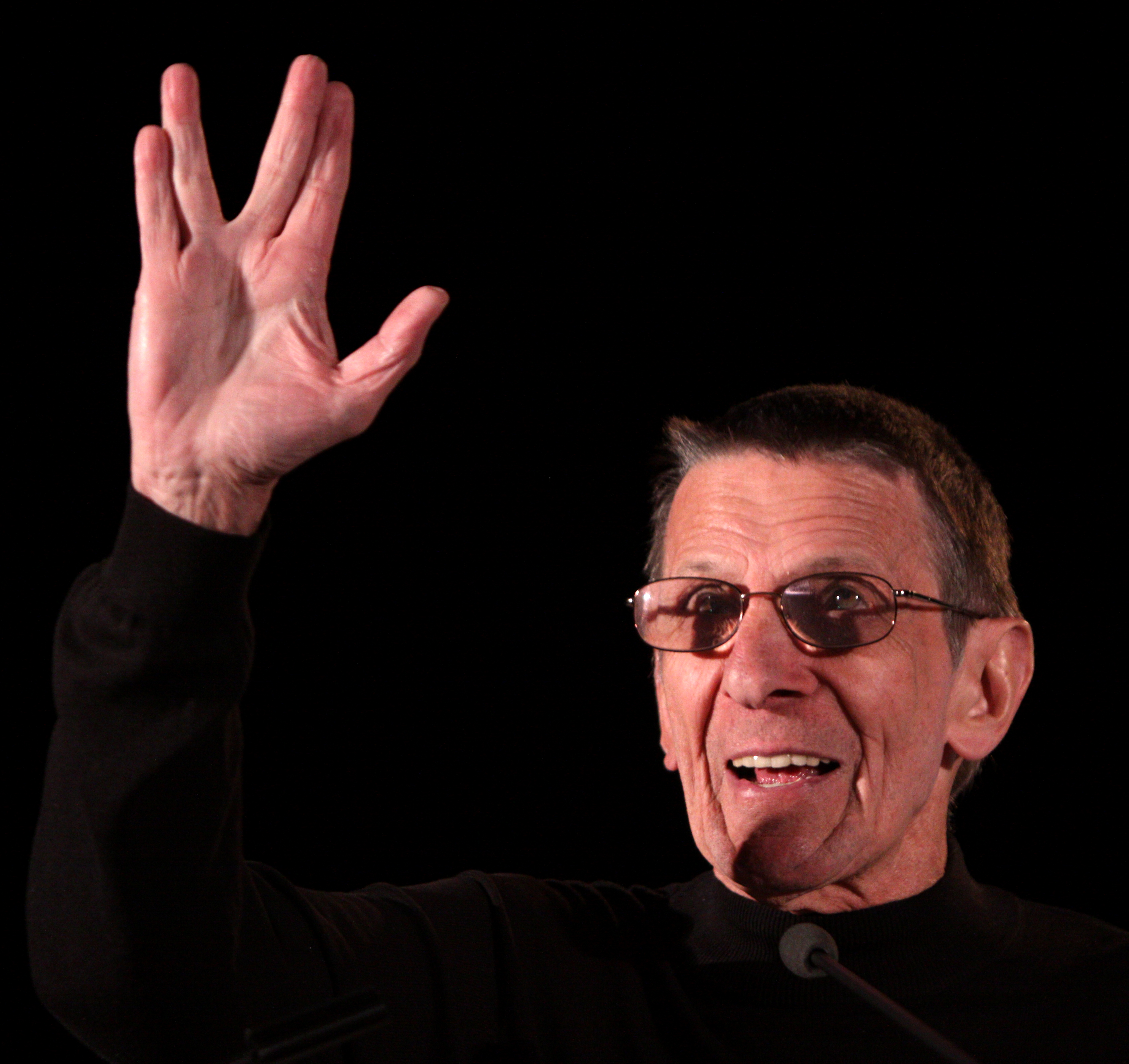
Beim Vulcan changeup wird der Baseball in den Spalt zwischen Mittel- und Ringfinger geklemmt, ähnlich wie beim „Vulkaniergruß“ des Schauspielers Leonard Nimoy (s. Bild) aus der TV-Serie Star Trek.

Der Vulcan changeup (englisch für „Vulkan-Changeup“) ist eine Wurftechnik eines Pitchers im Baseball. Hierbei wird der Ball mit der Wurfbewegung eines geraden Fastball geworfen, aber wird zwischen Mittel- und Ringfinger geklemmt, um den Pitch absichtlich zu verlangsamen (Changeup). Hierdurch soll der gegnerische Schlagmann zum zu frühen Schlagen verleitet werden, zudem findet durch die ungewöhnliche Fingerplatzierung eine schwer ausrechenbare Taumelbewegung statt.
Im Major League Baseball wurde der Vulcan changeup durch den langjährigen Los-Angeles-Dodgers-Pitcher Éric Gagné und seinen MLB-Kollegen Joe Nelson populär gemacht. Nelson gilt auch als Taufpate des Wurfes. Er sagte: „Ich wollte den Wurf entweder Nanu-Nano oder den Vulkanier taufen, und Spock erschien mir cooler als Mork.“ Hierbei spielt die Spreizung von Mittel- und Ringfinger auf den „Vulkaniergruß“ aus der TV-Serie Star Trek an.